# Daniel Henriksson
Daniel Henriksson (né le 4 septembre 1978 à Övertorneå au Norrbotten) est un joueur professionnel suédois de hockey sur glace. Il évolue au poste de gardien de but,.

## Carrière de joueur
En 1996, il commence sa carrière avec le Luleå HF en Elitesrien. Il a par la suite engrangé brièvement du temps de jeu sous les couleurs du Piteå HC et de Bodens IK dans l'Allsvenskan, le second échelon suédois. En 2004, il signe avec le Färjestads BK. À la suite du départ de Martin Gerber dans la Ligue nationale de hockey, Henriksson prend le poste de titulaire et continue à progresser. En 2007, il ne parvient pas à s'imposer dans la Superliga avec le Sibir Novossibirsk. Il joue actuellement au Linköpings HC.
Il prend sa retraite de joueur en 2009.

## Carrière internationale
Il a représenté la Suède.

## Parenté dans le sport
Il est le cousin de Linus Omark.